# Hillsborough River State Park
Der Hillsborough River State Park zählt zu den Florida State Parks. Er liegt am U.S. Highway 301 in Zephyrhills, 11 Kilometer nordöstlich von Tampa. Er wird vom Fluss Hillsborough River in zwei Teile geteilt und umfasst 13,7 Quadratkilometer Fläche. 

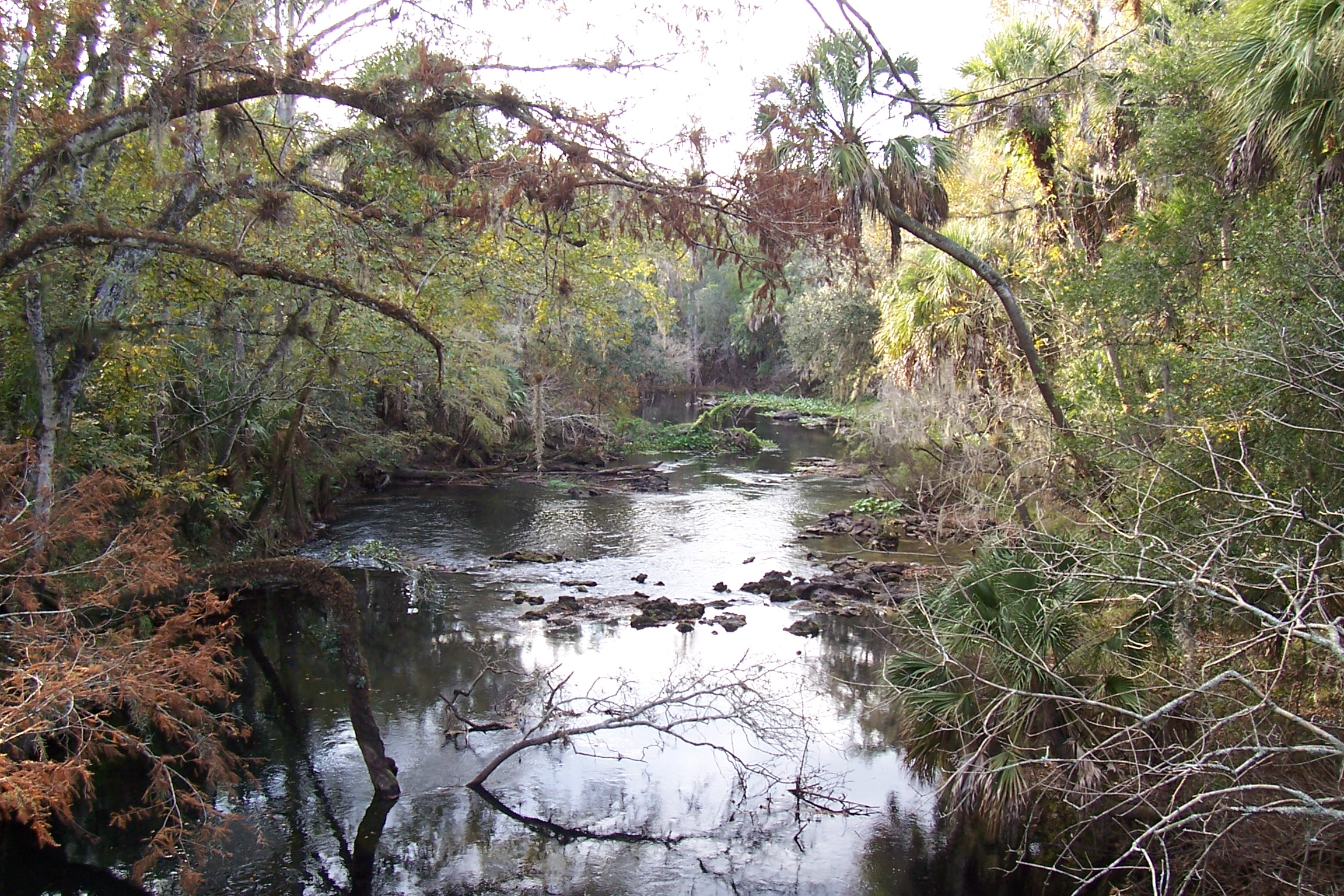
Hillsborough River

## Natur
Die Besonderheit des Parks liegt in den Stromschnellen, die an der Stelle des Parks im Hillsborough River vorkommen. Sie sind bedingt durch Kalksteine im Boden des Flusses. Charakteristisch für die Pflanzenwelt im Park sind Zypressengewächse und Pinienwälder. Gopher Schildkröten, Spechte, Eulen, Rotluchse und Rehe können hier beobachtet werden.

## Geschichte

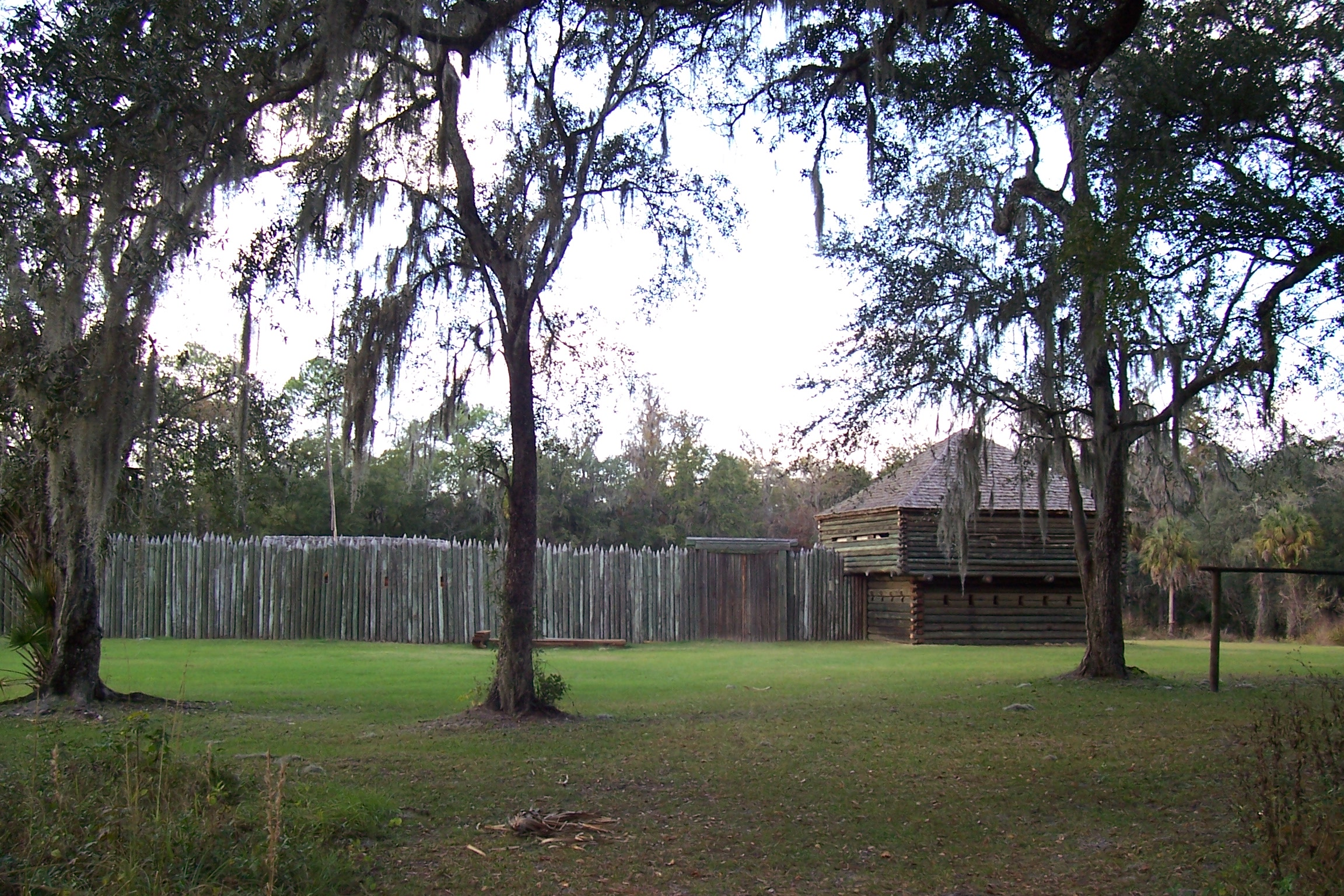
Fort Foster

1938 eröffnet gilt er als einer der ersten State Parks in Florida und wurde vom Civilian Conservation Corps angelegt. Viele Teile des Parks sind Beispiele für die rustikale Architektur des CCC. Das Fort Foster im Park ist eine Replica eines Militärforts aus dem Zweiten Seminolenkrieg, die einzige in den Vereinigten Staaten. Führungen um das Fort finden am Wochenende statt.

## Aktivitäten
Der Park bietet Naturpfade zum Wandern über 11 Kilometer Länge. Man kann im Park Kanu fahren, Radfahren und Angeln. Es gibt einen Campingplatz, zwei Kinderspielplätze, einen Swimming-Pool sowie das Woods Café.